# Shi Tennō-ji
El Shi Tennō-ji (四天王寺) és un temple budista situat a la ciutat d'Osaka, Japó.

## Història
El príncep Shotoku va fer construir aquest temple l'any 593 per Kongō Gumi. El dedica als quatre déus-reis guardians dels horitzons, el shitennō, en agraïment per la seva victòria contra el clan Mononobe. És el temple administrat oficialment més antic del Japó, tot i que el local s'ha reconstruït al llarg dels anys. Té diversos edificis, inclosa una pagoda de cinc nivells que es pot visitar i el pavelló kōdō decorat amb frescos de Gakuryo Nakamura (1890-1969).
També és el lloc d'uns importants encants el 21 de cada mes, on els endevins i els curanderos també ofereixen els seus serveis
El Shi Tennō-ji és a deu minuts a peu de l'Estació de Tennōji, a les línies JR, Midōsuji i Tanimachi. Va donar el seu nom al barri de Tennōji.
El temple té diversos artefactes històrics valuosos, que s'exposen a la seva Sala dels Tresors. També amaga en el seu interior, a l'edifici Kameido, una estàtua de tortuga, encara utilitzada al segle xxi per als ritus de commemoració fúnebre, que daten del segle vii.

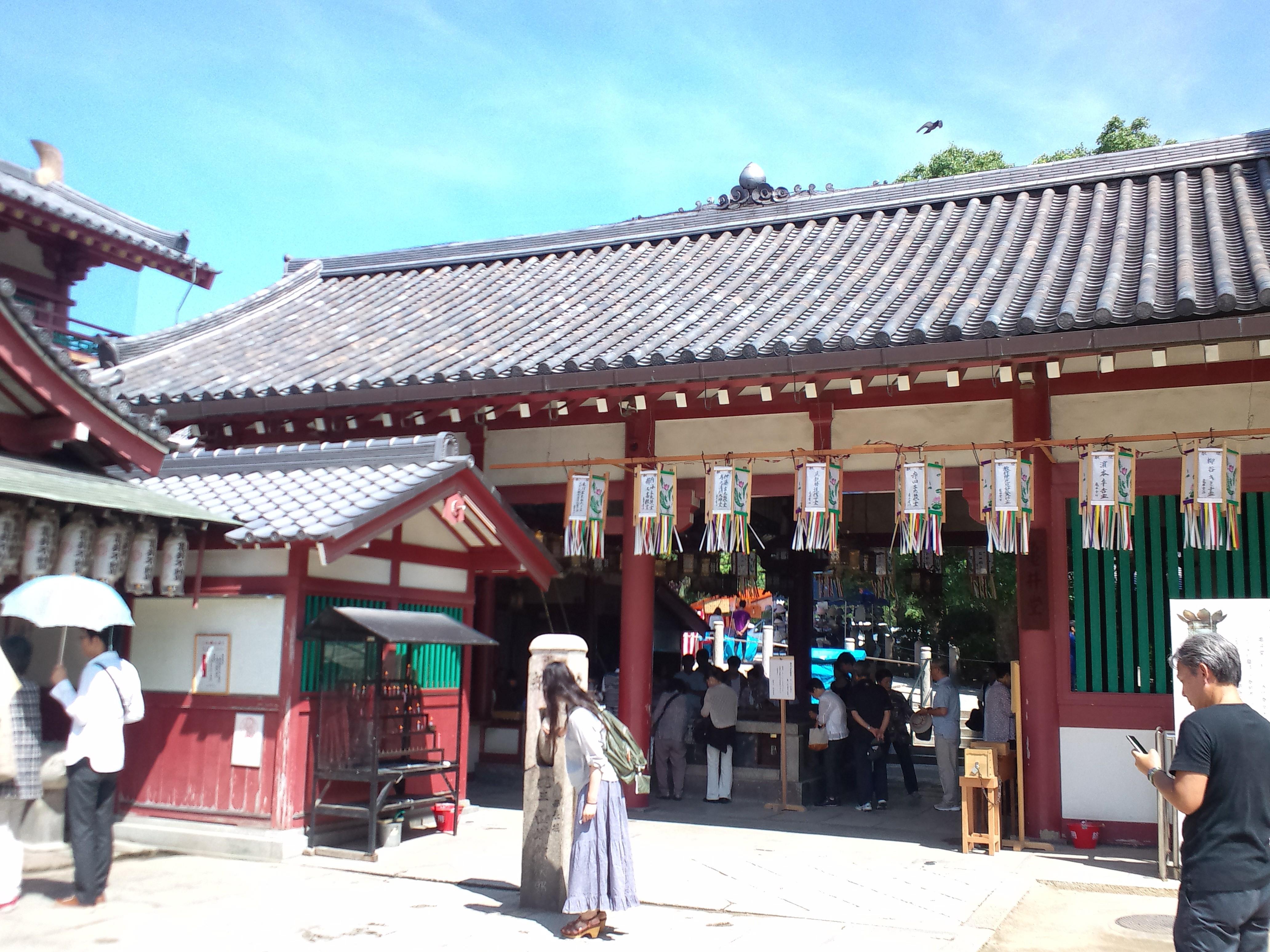
Edifici Kameido.

## Pavelló Gansandaishi-dō

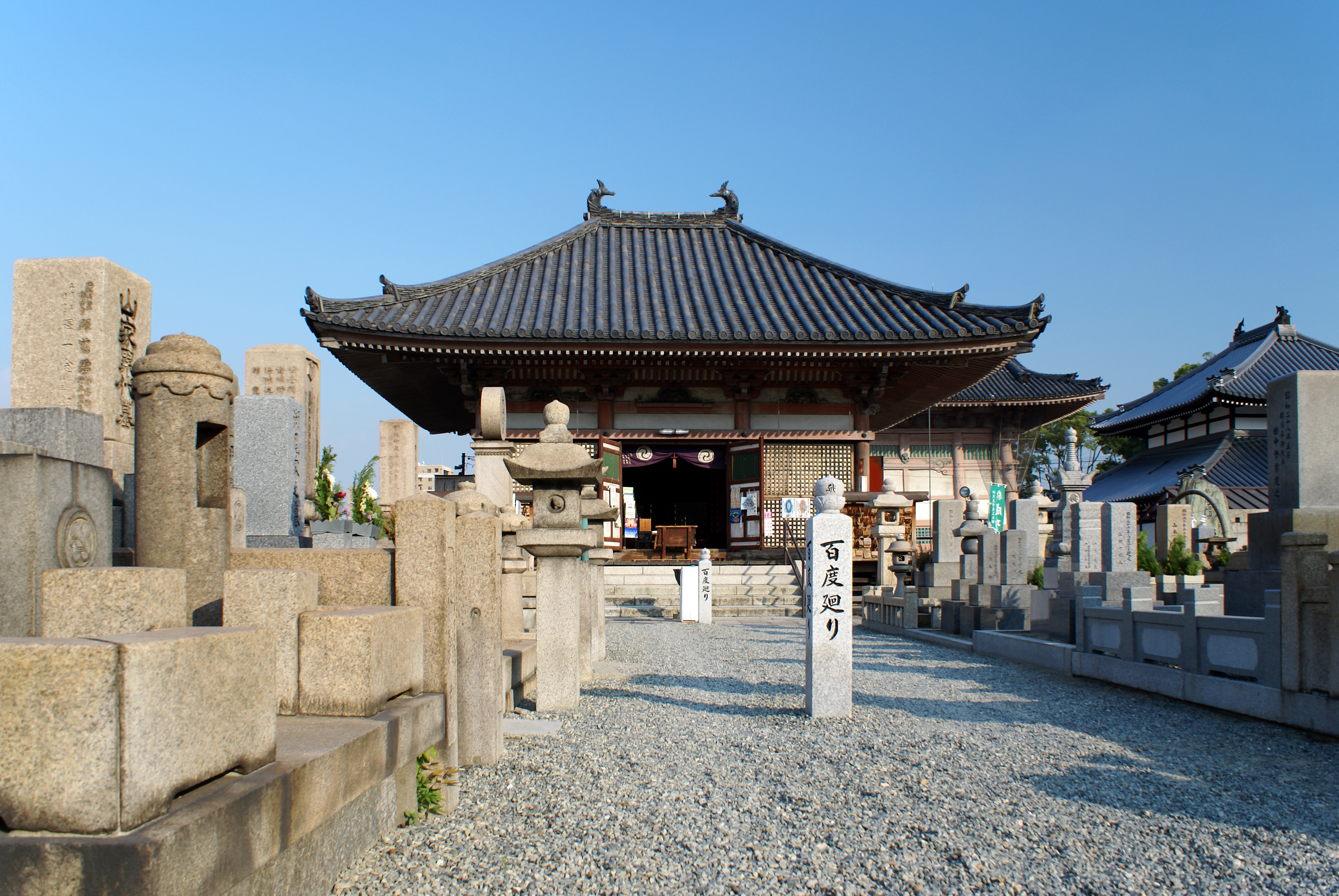
Gansandaishi-do.

Al temple, el pavelló Gansandaishi-dō (元三大師堂) és visitat pels estudiants abans de presentar-se als exàmens; realitzen la seva pregària d'èxit passant per un cercle de corda, el « cercle de saviesa » (智慧の輪, chie no wa). Després poden comprar talismans en una botiga.

## Galeria d'imatges

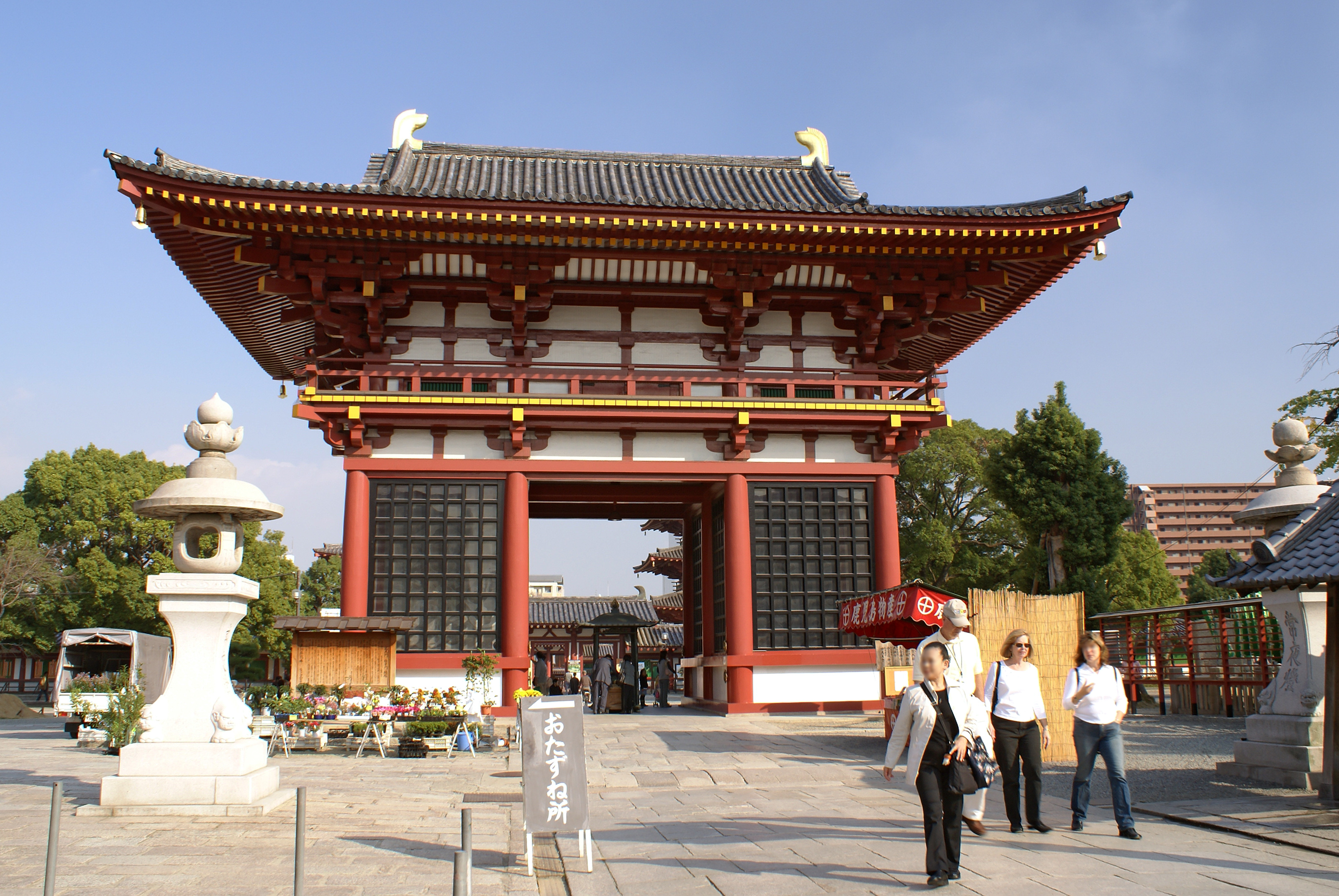
Porta de l'oest (Gokuraku-mon).
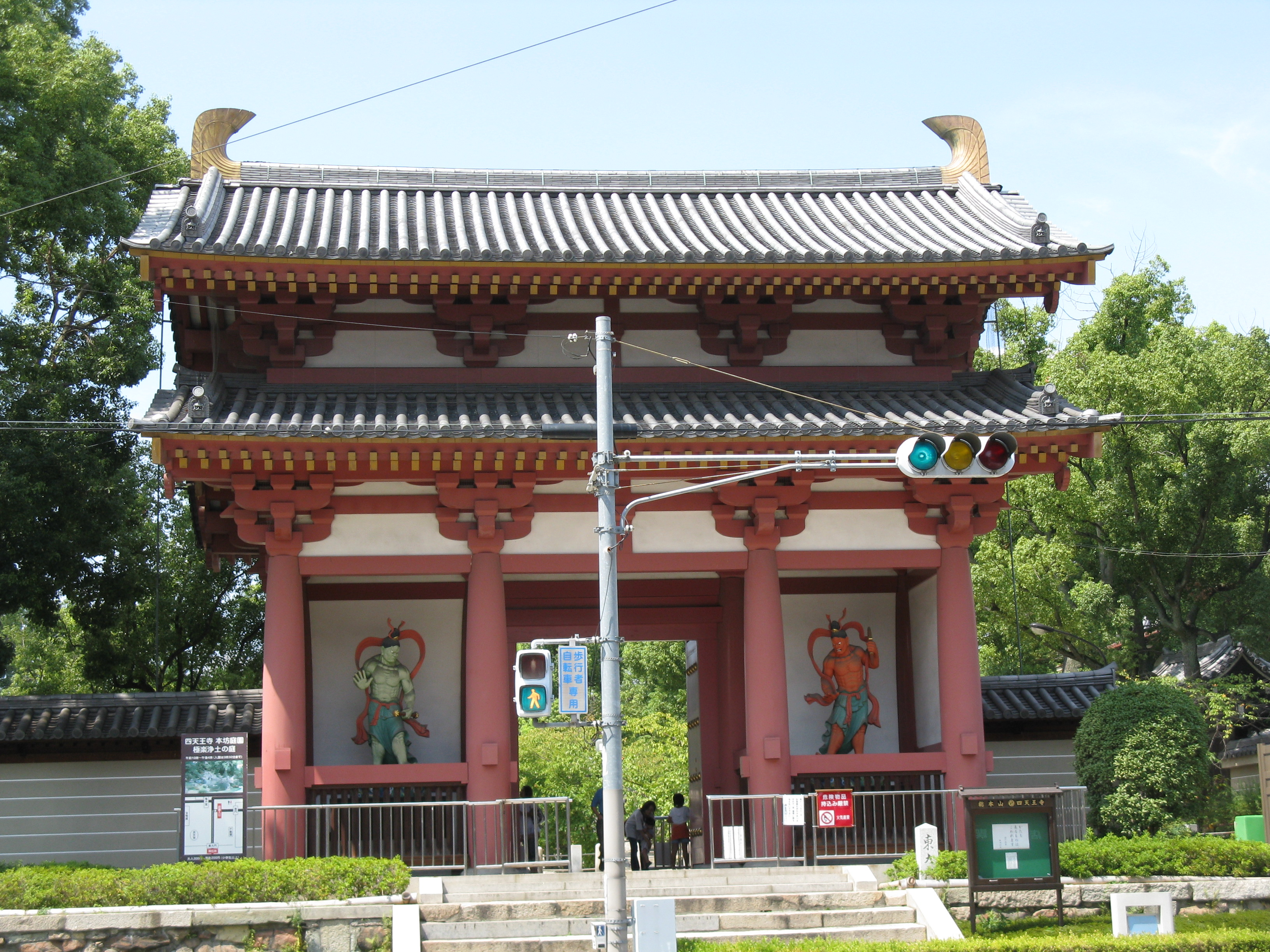
Porta est.
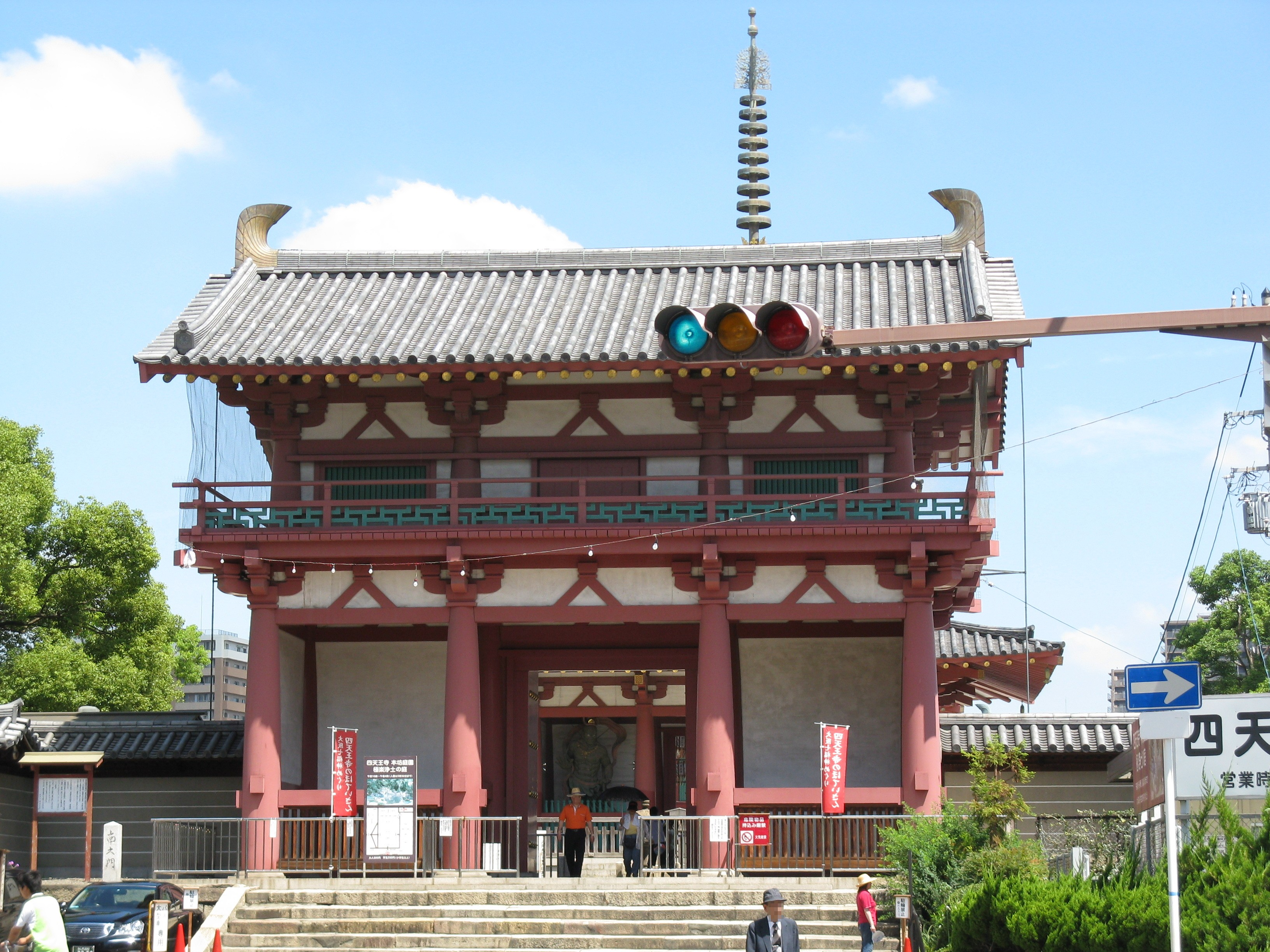
Porta Sud (Nandai-mon).
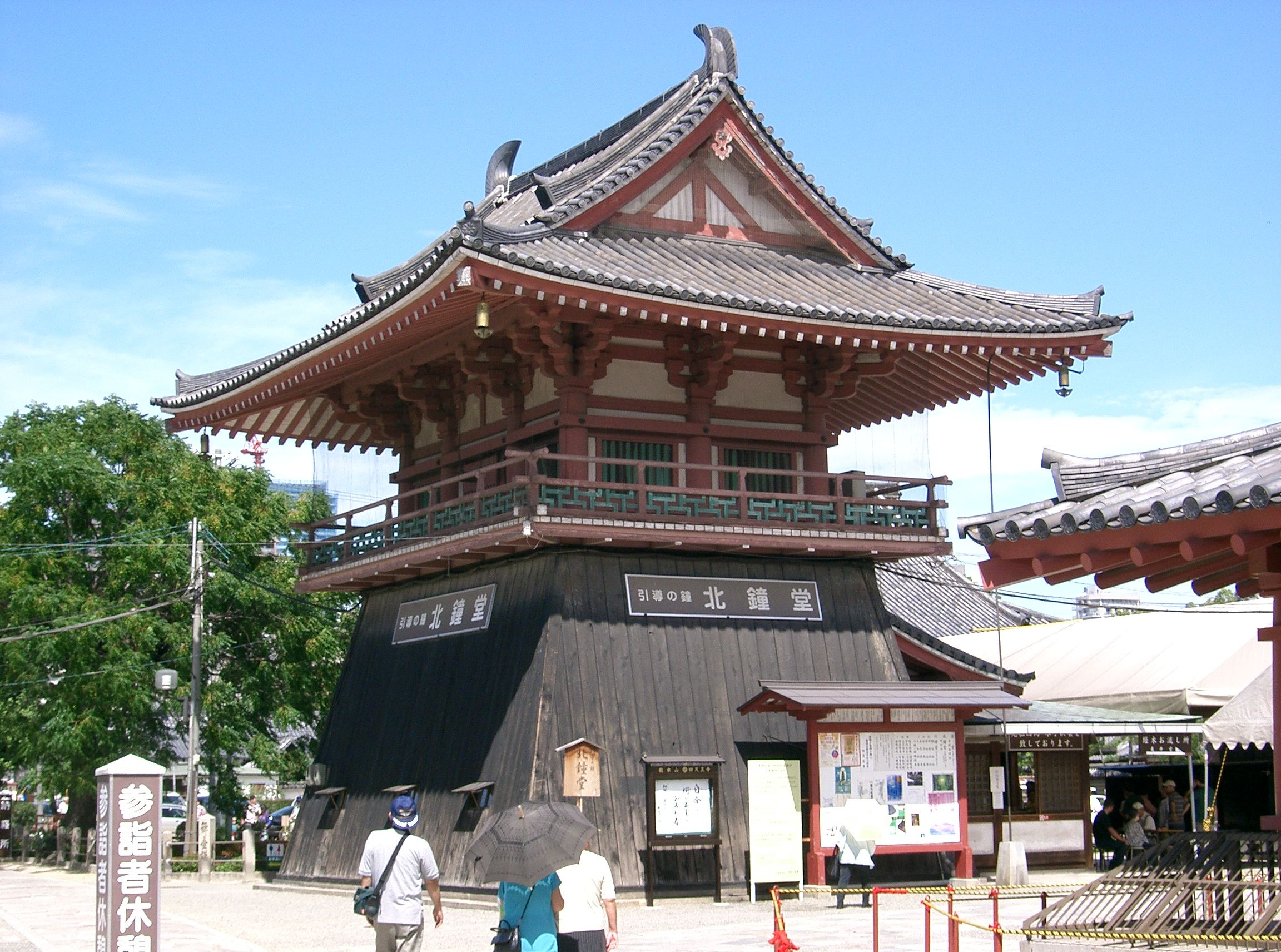
Shōrō del Nord.
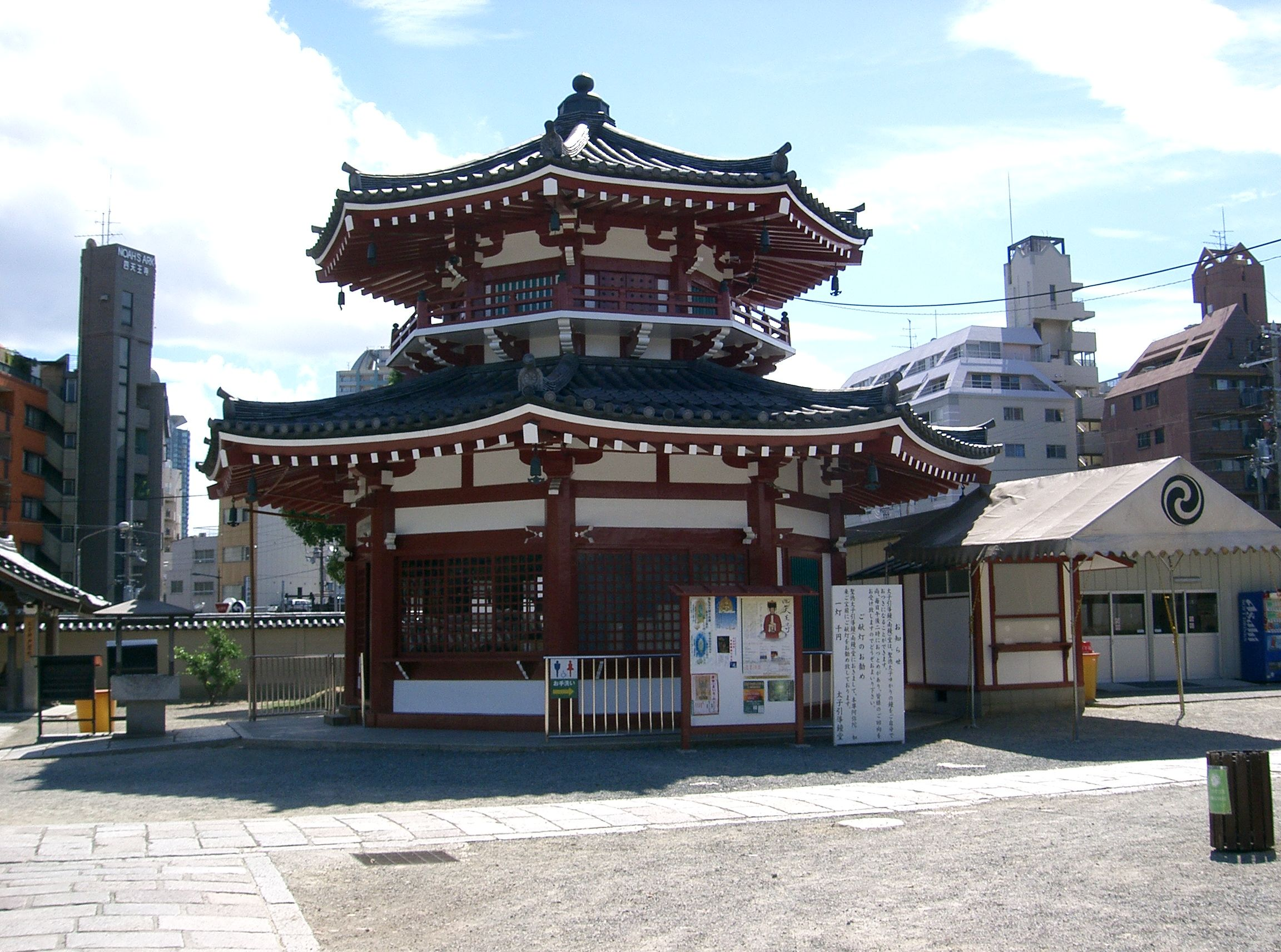
Shōrō del Sud.
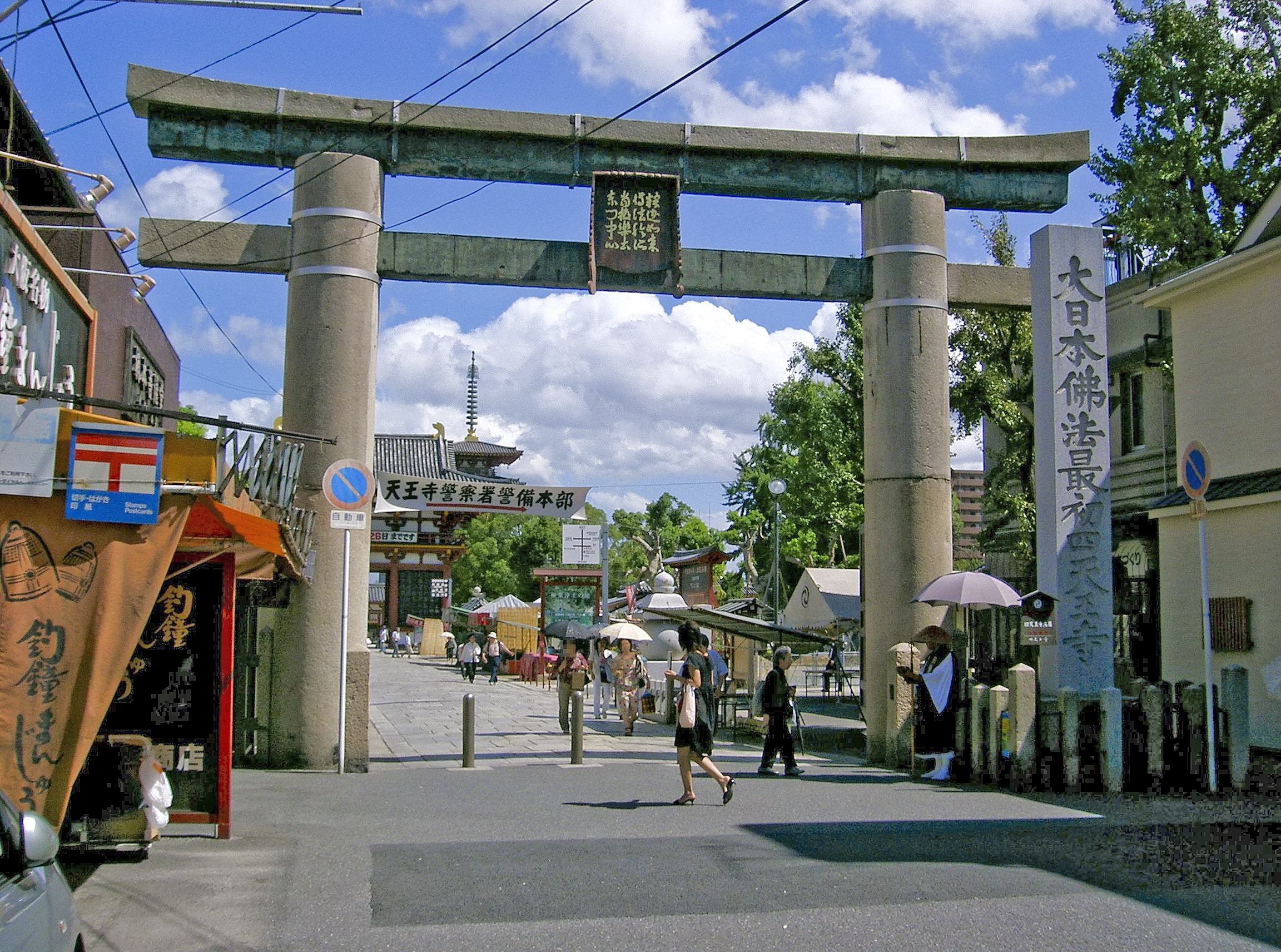
Torii.
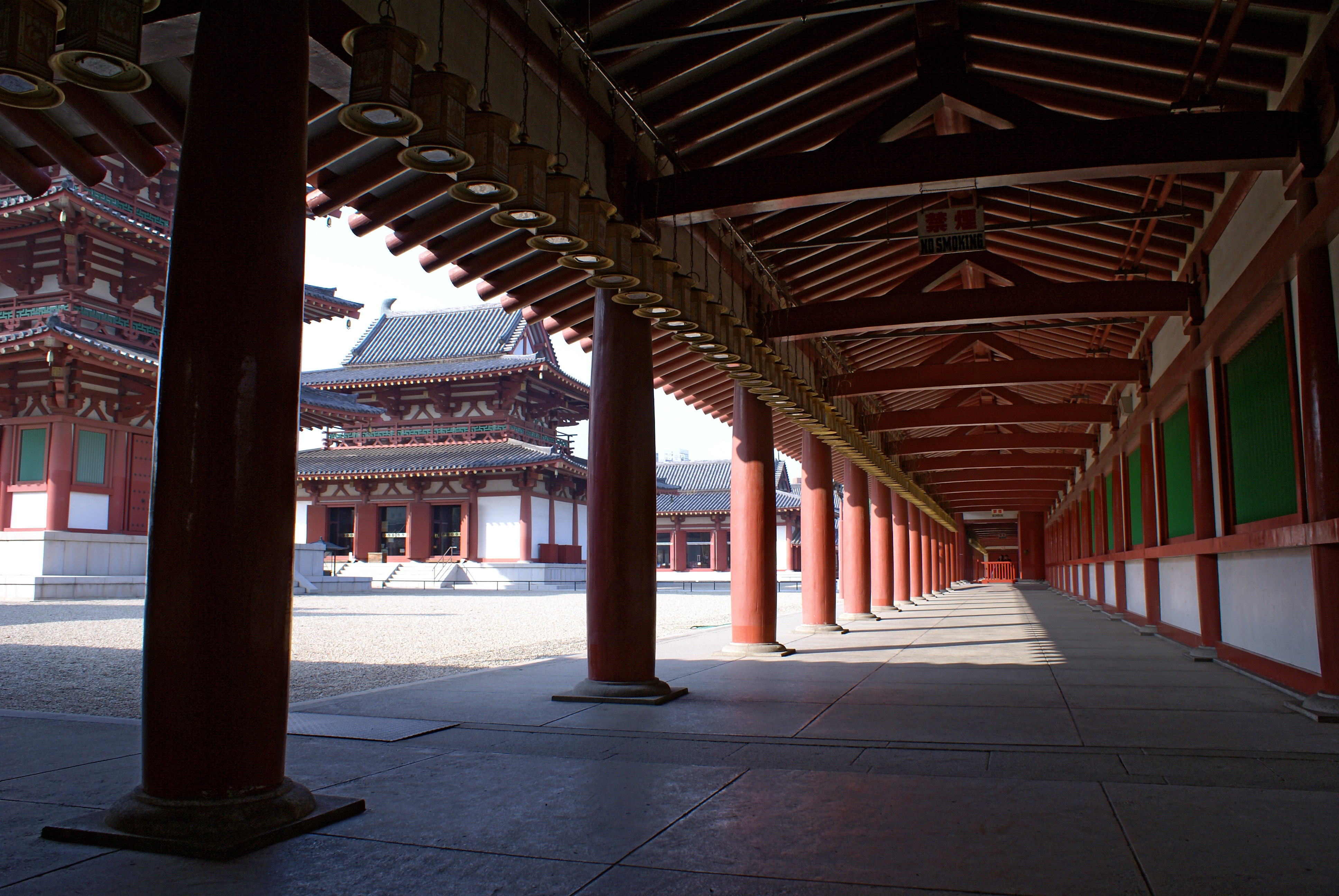
Pati.
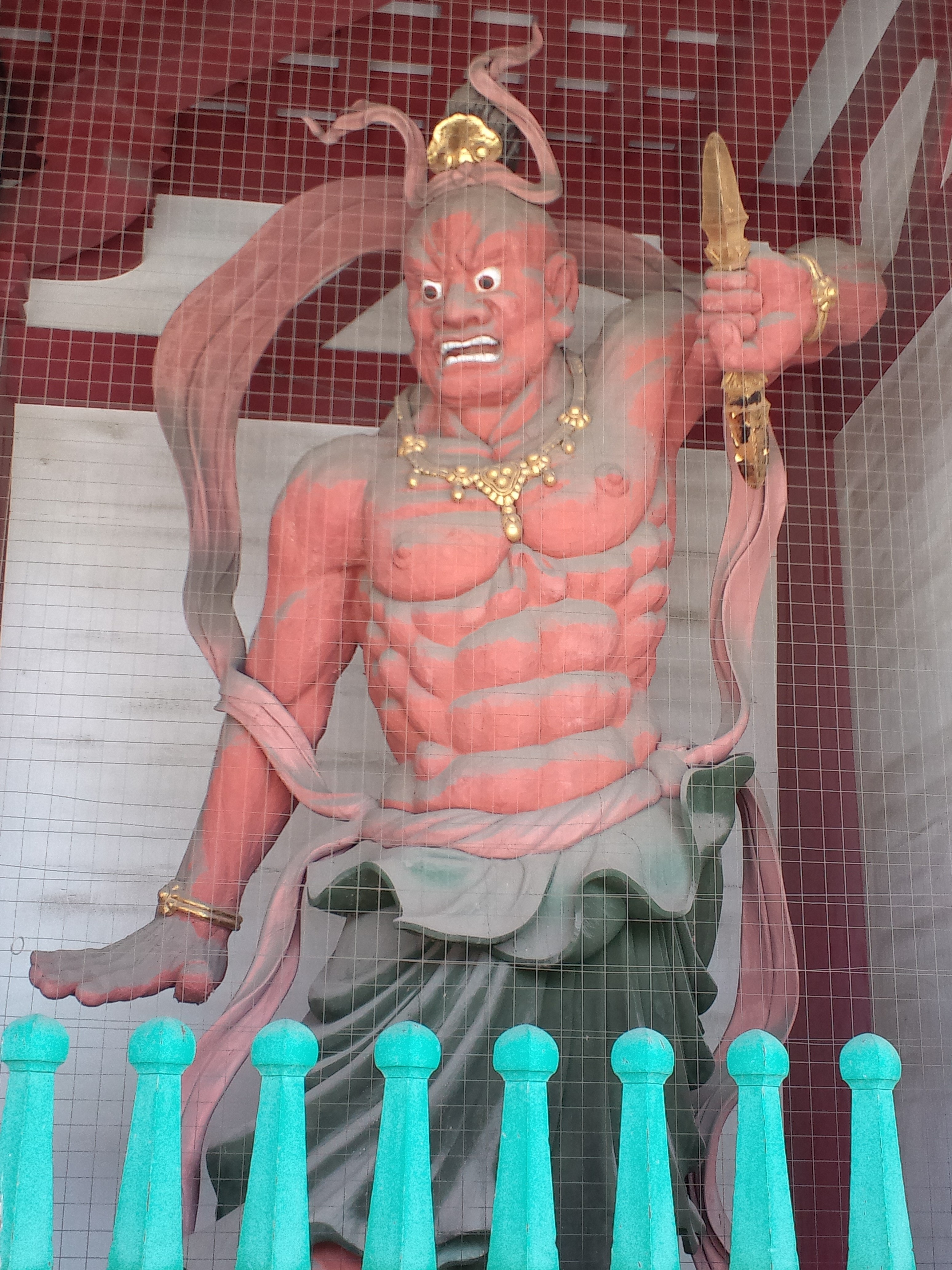
Niō.
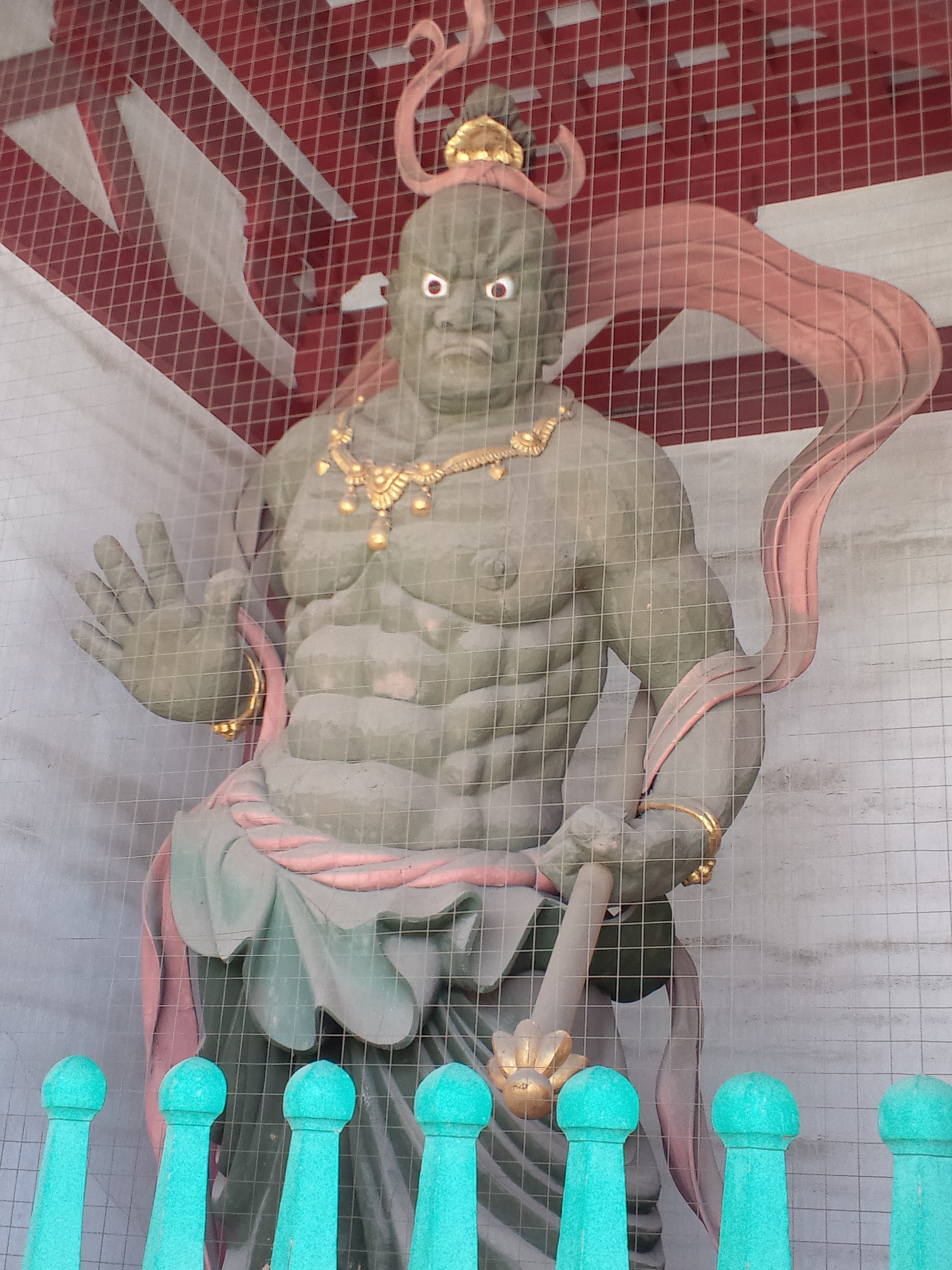
Niō.
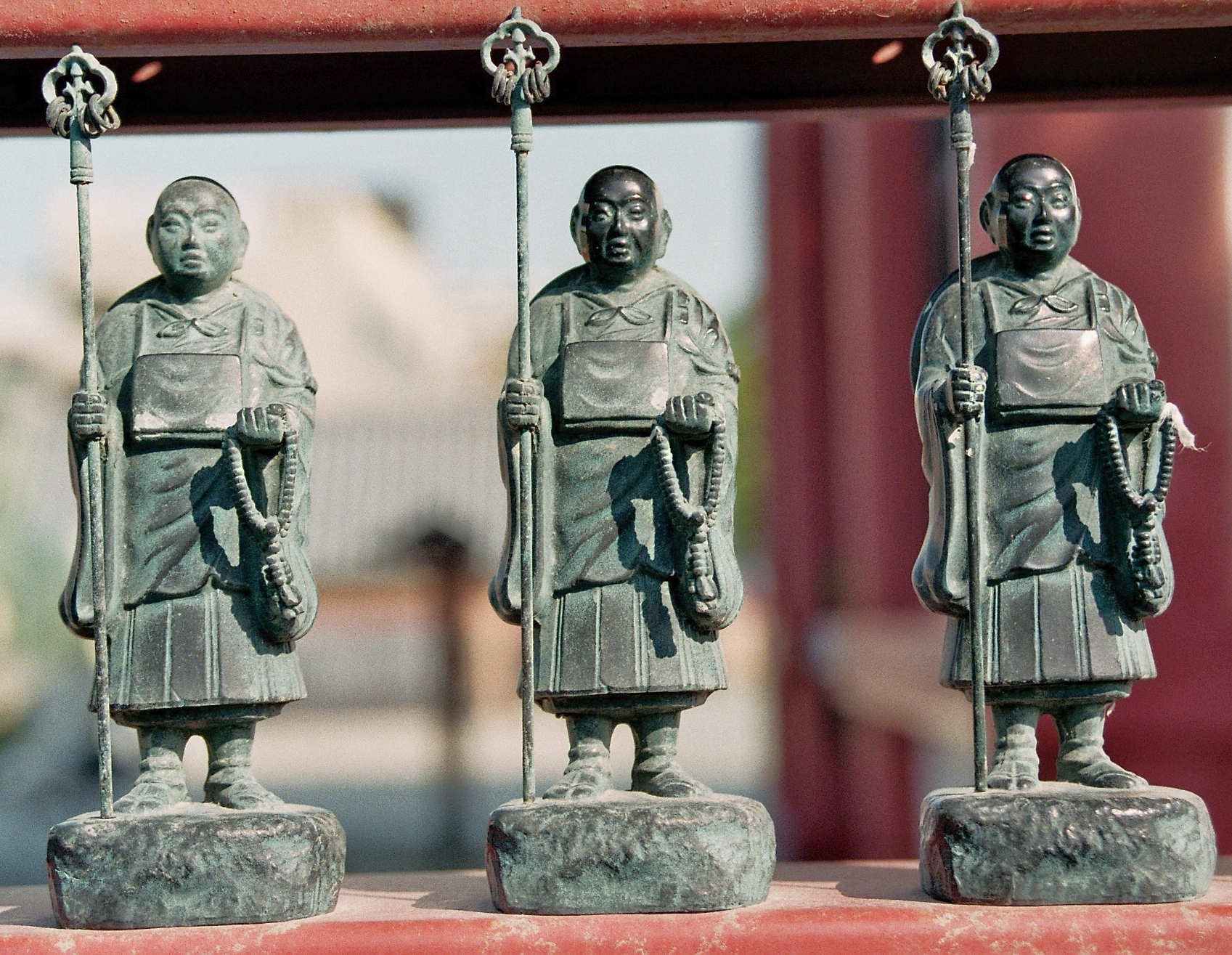
Kūkai.